# ۲۵۰ (عدد)
۲۵۰ (عدد)یک عدد طبیعی است که بعد از ۲۴۹ و قبل از ۲۵۱ قرار دارد.